# La Boca

Lage von La Boca in Buenos Aires

La Boca ist ein Stadtteil im Osten der argentinischen Hauptstadt Buenos Aires und das bekannteste der 48 Viertel der Stadt. Der Stadtteil hat gut 45.000 Einwohner (Stand von 2010) auf einer Fläche von 3,3 km². Das entspricht einer Bevölkerungsdichte von ca. 14.000 Einwohnern pro km².
La Boca liegt an der Einmündung des Riachuelo-Flusses in den Río de la Plata und hat daher auch seinen Namen (Boca = spanisch für „Mündung“). Im Westen von La Boca liegt Barracas, im Norden liegen Puerto Madero und San Telmo.

## Beschreibung

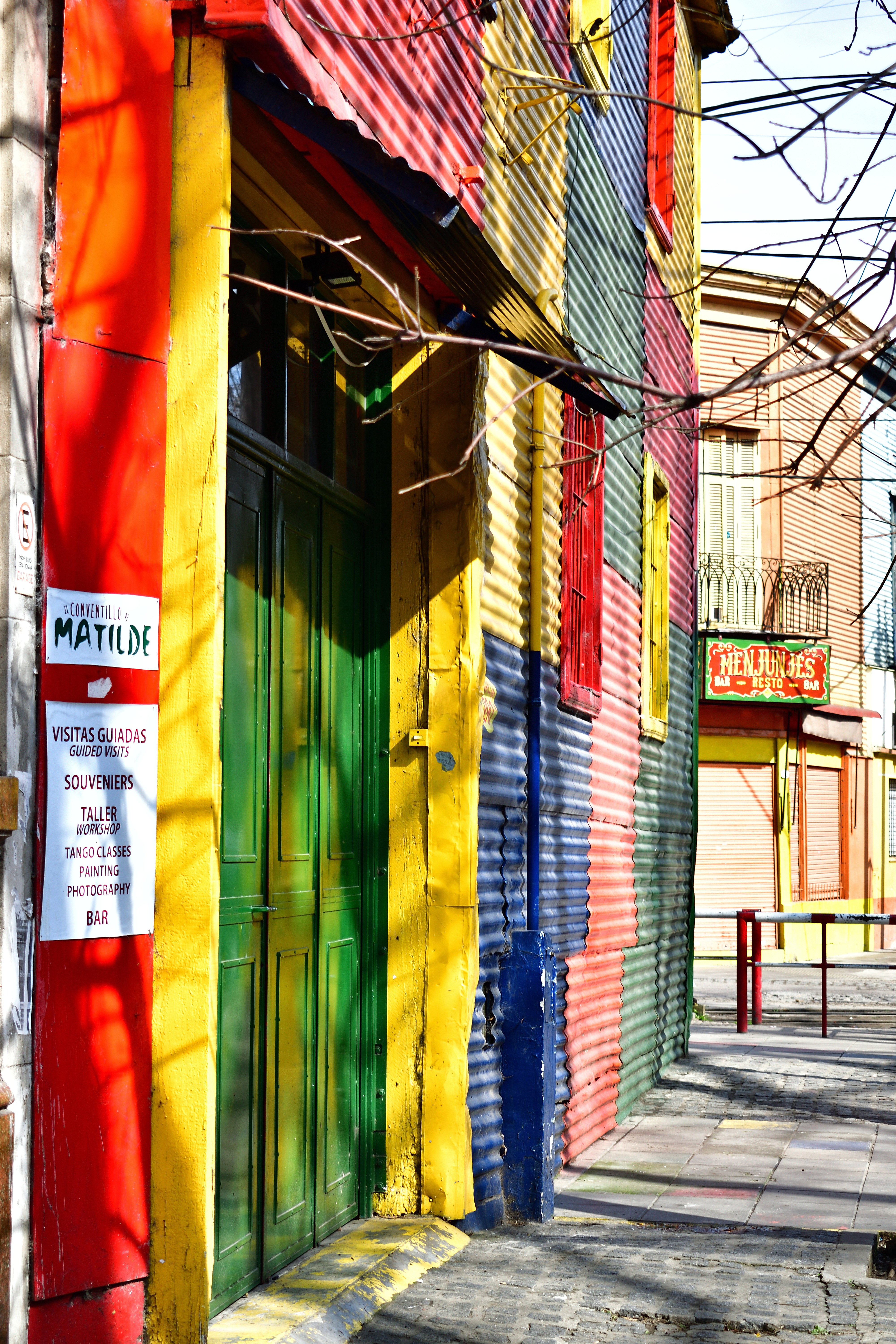
An der Calle Magellanes

La Boca entstand Ende des 19. Jahrhunderts als Viertel italienischer Einwanderer, die meist als Industriearbeiter tätig waren. Viele der ersten Einwohner stammten aus der italienischen Hafenstadt Genua. 1882 löste sich La Boca nach einem langen Generalstreik von Argentinien los und die Rebellen hissten die genuesische Flagge, die aber sofort vom damaligen argentinischen Präsidenten Julio Argentino Roca wieder heruntergeholt wurde.
Heute ist La Boca populär bei den Touristen, auch wegen seiner originellen Häuser. Sie wurden aus dem Blech abgewrackter Schiffe gebaut und mit Schiffslack bunt bemalt. Viele Künstler preisen ihre Werke auf den Gehsteigen der Straße El Caminito (Der kleine Weg) an.
La Boca ist auch für das Fußballstadion La Bombonera (spanisch: „Pralinenschachtel“) des Fußballclubs Boca Juniors bekannt. Seine Farben (gelb und blau) verdankt es einem schwedischen Schiff, welches im Moment der Gründung vorbeifuhr.
Zu den weiteren Sehenswürdigkeiten des Viertels gehören das Theater La Ribera, die Tangosäle und die italienischen Restaurants. Auch im alltäglichen Leben ist der italienische Einfluss bis heute zu spüren.

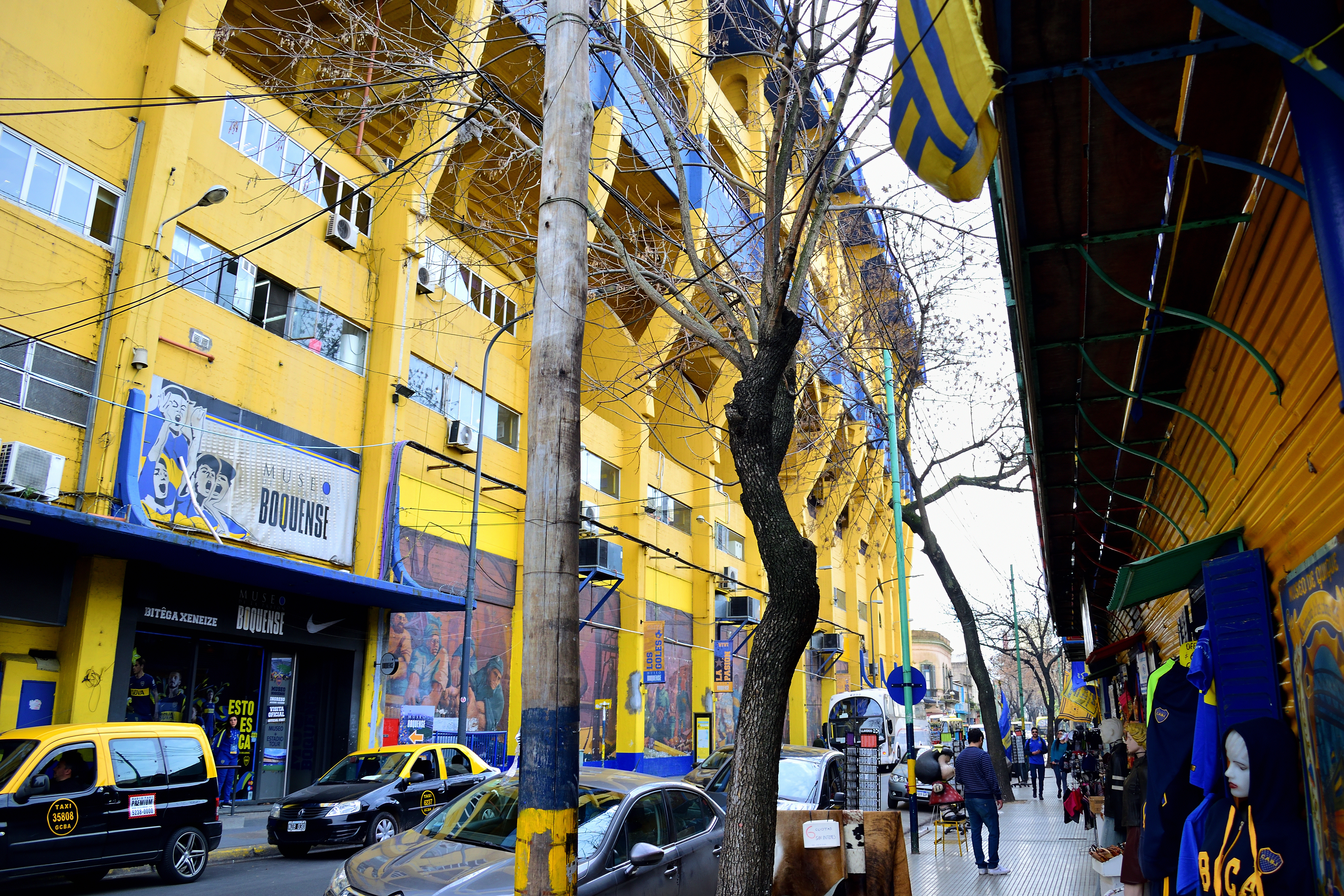
La Bombonera - Estadio Alberto Jacinto Armando (Stadion von Boca Juniors)
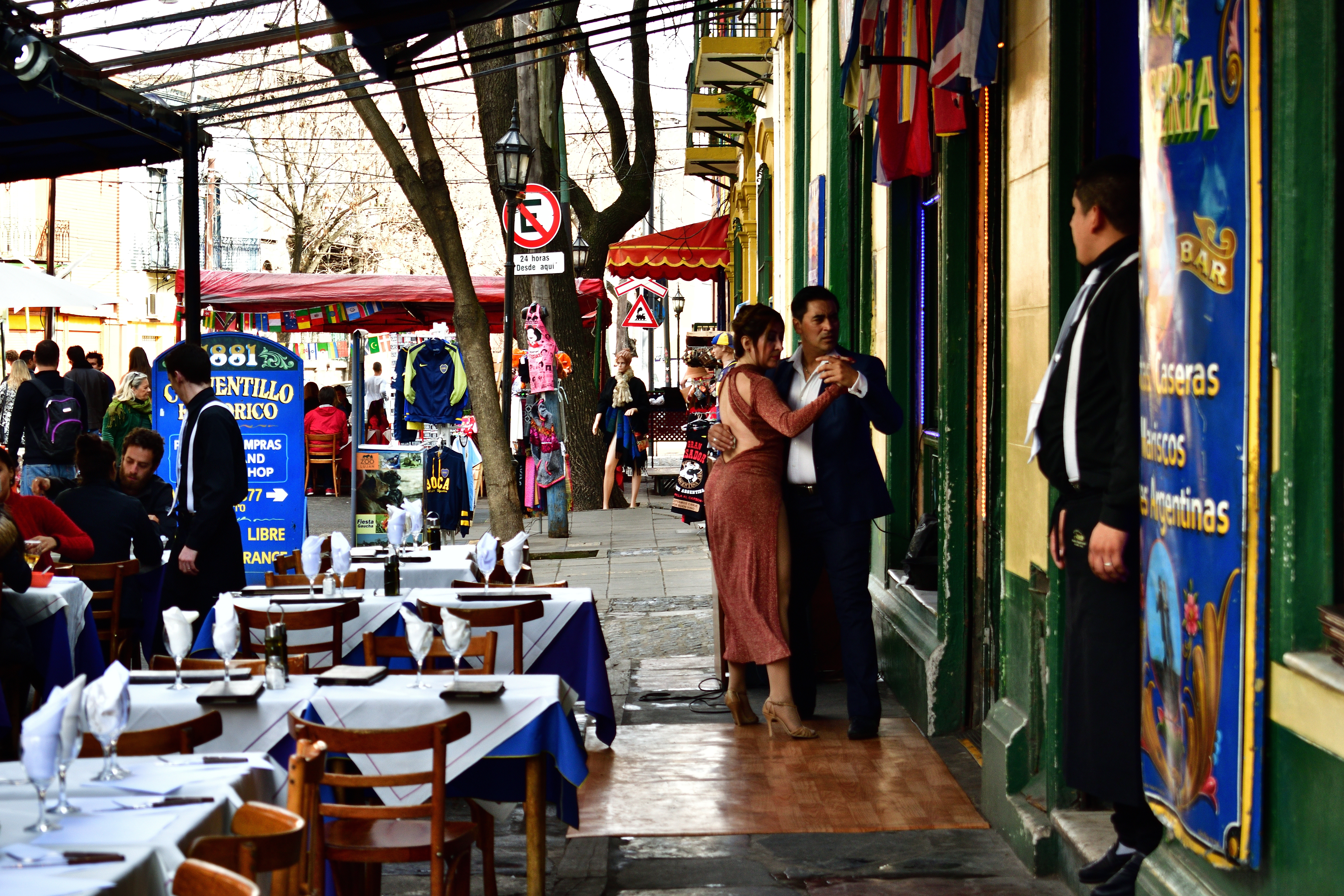
Straßenszene mit Tangopaar
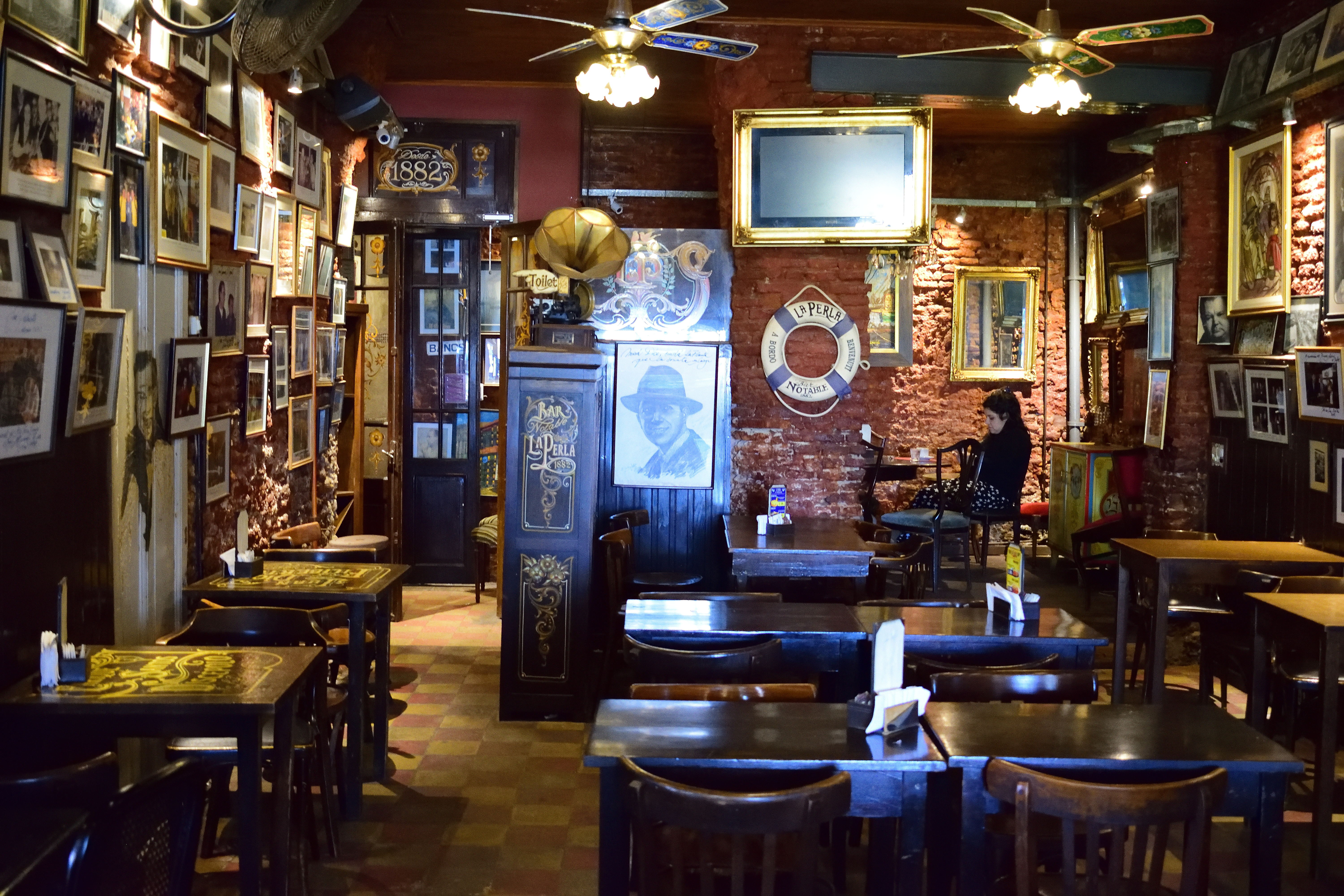
La Perla - Bar von 1882
Die bunten Wellblechhäuser von La Boca